# Carceres

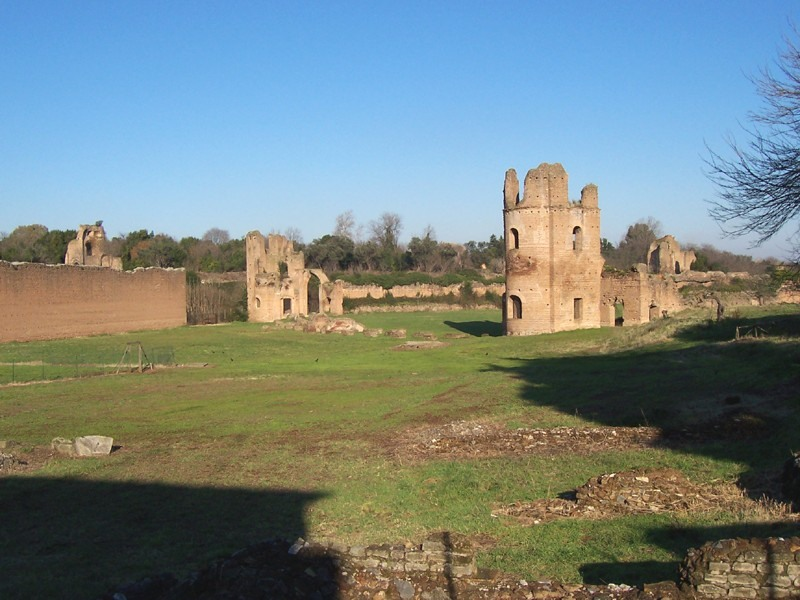
Restos del Circo majenciano con las torres esquineras de los carceres.

Los carceres (en latín: carcer ‘prisión’, ‘barrera’) eran una parte importante del circo romano. La palabra para referirse a esta parte del edificio siempre se usaba en plural, a diferencia de carcer, en singular, que significaba prisión.
Era el lugar donde se situaban los carros, los caballos y los jinetes, (aurigas), donde esperaban el momento de salir a la arena para competir. Este toque de salida era dado, normalmente, por unas fanfarrias de trompetas.
Estas estructuras para esperar a la salida de los equipos eran generalmente construcciones sencillas de madera, pero los carceres podían ser mucho más complejos. En el Circo Máximo de Roma, los carceraes que había construido Julio César fueron sustituidos por estructuras de piedra. El emperador Claudio los construyó de mármol, con dos pisos con arcadas flanqueadas por torres esquineras. La importancia de los carceres también se veía aumentada porque a menudo las asientos de los dignatarios se situaban en el piso superior de estas construcciones.